# Kościernica Folwark
Kościernica Folwark – zlikwidowana ładownia towarowa kolei wąskotorowej (Koszalińska Kolej Wąskotorowa), w Kościernicy, w województwie zachodniopomorskim, w Polsce.